# Persone di nome Isabel
| Questa pagina contiene informazioni ricavate automaticamente dalle voci biografiche con l'ausilio del template Bio e di un bot. L'aggiornamento è periodico e automatico e ricostruisce completamente la pagina. Se manca una persona in questa lista, sei pregato di non aggiungerla, ma accertati piuttosto che la sua voce biografica contenga il template Bio e che i dati anagrafici siano correttamente compilati. Se il template Bio manca, inseriscilo tu stesso o, in alternativa, metti l'avviso {{tmp\|Bio}} che ne segnala la mancanza. Se i dati riportati sono sbagliati, correggi direttamente la voce biografica; le modifiche saranno visibili in questa lista entro pochi giorni. Per chiarimenti vedi il progetto antroponimi. La lista contiene solo le 78 persone che sono citate nell'enciclopedia e per le quali è stato implementato correttamente il template Bio. Pagina aggiornata al 22 lug 2025. |

Questa è una lista di persone presenti nell'enciclopedia che hanno il nome Isabel, suddivise per attività principale.

## Archeologhe(1)
- Isabel Ramírez Castañeda, archeologa, antropologa e etnologa messicana (Milpa Alta, Messico, n. 1881 - † 1943)

## Attiviste(1)
- Isabel Thorne, attivista e medico britannica (Londra, n. 1834 - Londra, † 1910)

## Attrici(11)
- Rosario Dawson, attrice e doppiatrice statunitense (New York, n. 1979)
- Isabel de Pomés, attrice spagnola (Barcellona, n. 1924 - Barcellona, † 2007)
- Isabel Durant, attrice e ballerina australiana (Sydney, n. 1991)
- Isabel Garrido, attrice spagnola (La Coruña, n. 1998)
- Isabel Jeans, attrice inglese (Londra, n. 1891 - Londra, † 1985)
- Isabel Jewell, attrice statunitense (Shoshoni, n. 1907 - Los Angeles, † 1972)
- Isabel Lucas, attrice e attivista australiana (Melbourne, n. 1985)
- Isabel May, attrice statunitense (Santa Monica, n. 2000)
- Isabel Ordaz, attrice spagnola (Madrid, n. 1957)
- Isabel Rea, attrice statunitense (Coxsackie, n. 1889 - Coxsackie, † 1961)
- Mollie Sugden, attrice britannica (Keighley, n. 1922 - Guildford, † 2009)

## Attrici teatrali(1)
- Isabel Bigley, attrice teatrale e cantante statunitense (New York, n. 1926 - Los Angeles, † 2006)

## Avvocate(1)
- Isabel Robalino, avvocata, sindacalista e politica ecuadoriana (Barcellona, n. 1917 - Quito, † 2022)

## Badesse(1)
- Isabel de Villena, badessa e scrittrice spagnola (Valencia, n. 1430 - † 1490)

## Calciatrici(1)
- Isabel Kerschowski, ex calciatrice tedesca (Berlino, n. 1988)

## Cantanti(3)
- Isabella Colbran, cantante e compositrice spagnola (Madrid, n. 1784 - Castenaso, † 1845)
- Bebel Gilberto, cantante brasiliana (New York, n. 1966)
- Chavela Vargas, cantante costaricana (San Joaquín de Flores, n. 1919 - Cuernavaca, † 2012)

## Cantautrici(1)
- Isabel Parra, cantautrice cilena (Santiago del Cile, n. 1939)

## Cestiste(3)
- Isabel Alfaro, cestista messicana (n. 1921 - Mansfield, † 2009)
- Isabel Sánchez, ex cestista e allenatrice di pallacanestro spagnola (Siviglia, n. 1976)
- Isabel Vass, ex cestista argentina (Lanús, n. 1943)

## Chitarriste(1)
- María Luisa Anido, chitarrista e compositrice argentina (Morón, n. 1907 - Tarragona, † 1996)

## Danzatrici(1)
- Isabel Mirrow Brown, ballerina statunitense (New York, n. 1928 - † 2014)

## Economiste(1)
- Isabel Schnabel, economista tedesca (Dortmund, n. 1971)

## Fotografe(1)
- Isabel Muñoz, fotografa spagnola (Barcellona, n. 1951)

## Funzionarie(1)
- Isabel Guzman, funzionaria e politica statunitense (Burbank, n. 1971)

## Giornaliste(3)
- Isabel Gemio, giornalista e conduttrice televisiva spagnola (Alburquerque, n. 1961)
- Isabel Paterson, giornalista, scrittrice e critica letteraria canadese (Isola Manitoulin, n. 1886 - † 1961)
- Isabel Wilkerson, giornalista e scrittrice statunitense (Washington, n. 1961)

## Imprenditrici(2)
- Isabel Benjumea, imprenditrice e politica spagnola (Madrid, n. 1982)
- Isabel dos Santos, imprenditrice angolana (Baku, n. 1973)

## Incisori(1)
- Isabel Agnes Cowper, incisore e fotografa britannica (Londra, n. 1826 - Glasgow, † 1911)

## Medici(1)
- Isabel Emslie Hutton, medico, psichiatra e patologa britannica (Edimburgo, n. 1887 - Londra, † 1960)

## Mezzofondiste(1)
- Isabel Macías, mezzofondista spagnola (Saragozza, n. 1984)

## Mezzosoprani(1)
- Isabel Leonard, mezzosoprano statunitense (New York, n. 1982)

## Nobildonne(5)
- Isabel de Borja y Cavanilles, nobildonna spagnola (Xàtiva - Xàtiva, † 1468)
- Isabel Maria de Alcântara, nobildonna brasiliana (Rio de Janeiro, n. 1824 - Murnau am Staffelsee, † 1898)
- Isabel Marjoribanks, nobildonna britannica (n. 1857 - † 1939)
- Isabel Zacarías Ponce de León y Alencastre, nobildonna spagnola (n. 1669 - † 1721)
- Isabella Pio di Savoia, nobildonna spagnola (Madrid, n. 1719 - Alicante, † 1799)

## Nobili(2)
- Isabel Moctezuma, nobile azteca
- Isabella di Clare, nobile inglese (n. 1226)

## Nuotatrici(3)
- Isabel Castañe, ex nuotatrice spagnola (Barcellona, n. 1946)
- Isabel Marie Gose, nuotatrice tedesca (Berlino, n. 2002)
- Isabel Shuang Cui, nuotatrice artistica spagnola (n. 2007)

## Pallavoliste(1)
- Isabel Salgado, pallavolista e giocatrice di beach volley brasiliana (Rio de Janeiro, n. 1960 - San Paolo, † 2022)

## Patriote(1)
- Isabel Calvimontes, patriota argentina (Chuquisaca, n. 1790 - Buenos Aires, † 1855)

## Personalità religiose(1)
- Isabel Cristina Mrad Campos, personalità religiosa brasiliana (Barbacena, n. 1962 - Juiz de Fora, † 1982)

## Politiche(4)
- Isabel Díaz Ayuso, politica e giornalista spagnola (Madrid, n. 1978)
- Isabel Tocino, politica e avvocato spagnola (Santander, n. 1949)
- Isabel Martínez de Perón, politica argentina (La Rioja, n. 1931)
- Isabel Rodríguez García, politica spagnola (Abenójar, n. 1981)

## Principesse(1)
- Isabel Suárez Chimpu Ocllo, principessa inca

## Registe(1)
- Isabel Coixet, regista e sceneggiatrice spagnola (Barcellona, n. 1960)

## Schermitrici(2)
- Isabel Di Tella, schermitrice argentina (n. 1993)
- Isabel Haamel, schermitrice tedesca (n. 1976)

## Sciatrici alpine(2)
- Isabel Picenoni, ex sciatrice alpina svizzera (n. 1972)
- Isabel Sjölin, sciatrice alpina svedese (n. 2003)

## Sciatrici freestyle(1)
- Isabel Atkin, sciatrice freestyle britannica (Boston, n. 1998)

## Scrittrici(7)
- Isabel Allende, scrittrice e giornalista cilena (Lima, n. 1942)
- Isabel Burton, scrittrice e esploratrice britannica (Londra, n. 1831 - Londra, † 1896)
- Isabel Colegate, scrittrice britannica (Lincolnshire, n. 1931 - † 2023)
- Isabel Fonseca, scrittrice statunitense (New York, n. 1961)
- Isabel Hoving, scrittrice olandese (Amsterdam, n. 1955)
- Isabel Sabogal, scrittrice, poetessa e traduttrice peruviana (Lima, n. 1958)
- Isabel Wilder, scrittrice e mecenate statunitense (Madison, n. 1900 - Hamden, † 1995)

## Siepiste(1)
- Isabel Mattuzzi, siepista e mezzofondista italiana (Rovereto, n. 1995)

## Snowboarder(1)
- Isabel Derungs, snowboarder svizzera (Suraua, n. 1987)

## Soprani(2)
- Isabel Bayrakdarian, soprano armeno (Zahle, n. 1974)
- Isabel Rey, soprano spagnolo (Valencia, n. 1966)

## Stiliste(1)
- Isabel Toledo, stilista e imprenditrice cubana (Camajuaní, n. 1960 - New York, † 2019)

## Storiche(1)
- Isabel de Madariaga, storica britannica (Glasgow, n. 1919 - Londra, † 2014)

## Tenniste(1)
- Isabel Cueto, ex tennista tedesca (Kehl, n. 1968)

## Veliste(1)
- Isabel Swan, velista brasiliana (Rio de Janeiro, n. 1983)

## Senza attività specificata(1)
- Isabel de Solís